# Женская сборная СССР по хоккею на траве
Женская сборная СССР по хоккею на траве — женская сборная по хоккею на траве, представлявшая СССР на международной арене до 1990-х годов. Управляющим органом сборной выступала Федерация хоккея с мячом и хоккея на траве СССР.

## Результаты участия в международных соревнованиях

### Летние Олимпийские игры
- Москва 1980 —

### Чемпионаты мира
- 1981 —
- 1983 — 10-е место
- 1986 — 8-е место

### Чемпионаты Европы
- 1984 —
- 1987 —
- 1991 —

## Составы команды в различное время

### Состав команды налетних Олимпийских Играх 1980
- Галина Инжуватова
- Нелли Горбаткова
- Валентина Заздравных
- Надежда Овечкина
- Нателла Красникова
- Наталья Быкова
- Лидия Глубокова
- Галина Вьюжанина
- Наталья Бузунова
- Лейла Ахмерова
- Надежда Филиппова
- Елена Гурьева
- Татьяна Ембахтова
- Татьяна Швыганова
- Алина Хам
- Людмила Фролова